# کایکو (زیردریایی)

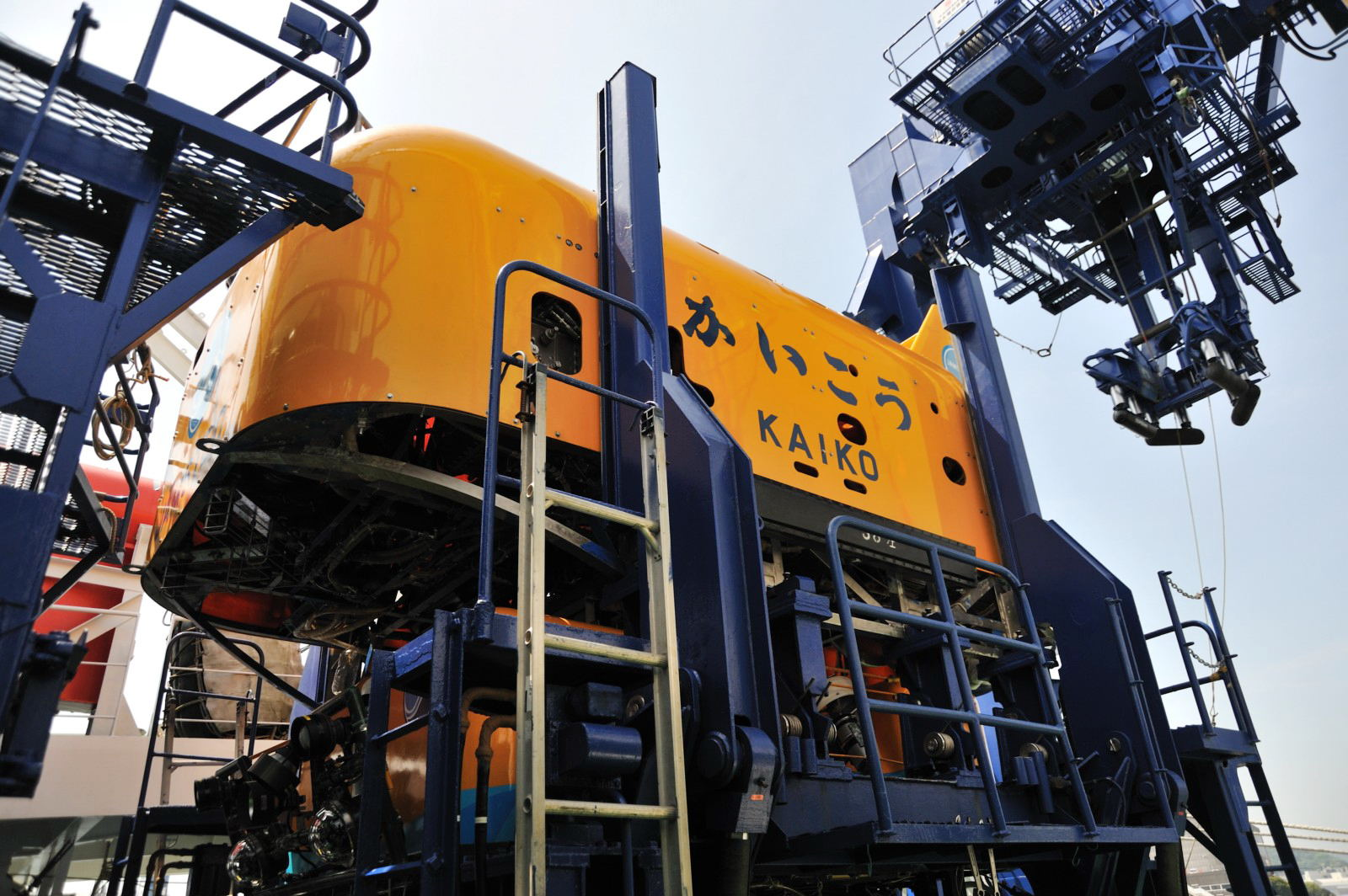
ارسال زیردریایی کایکو به اعماق آب

کایکو (به ژاپنی: 海溝) یک زیردریایی هدایت‌پذیر از دور بود که توسط آژانس علوم دریا-زمین و فناوری ژاپن (JAMSTEC) برای کاوش در اعماق دریاها طراحی شد. کایکو دومین دستگاه از پنج دستگاهی است که تا سال ۲۰۱۹ توانستند به عمق گودال چلنجر برسند. بین سال‌های ۱۹۹۵ تا ۲۰۰۳، این زیردریایی ۱۰/۶ تنی بدون سرنشین توانست بیش از ۲۵۰ بار وارد آب شود و ۳۵۰ گونه زیستی (شامل ۱۸۰ نوع باکتری) را نمونه‌برداری کند. برای از این گونه‌ها دارای کاربردهایی در پزشکی و صنعت هستند. در ۲۹ می ۲۰۰۳ و در هنگام بروز یک طوفان در ساحل جزیره شیکوکو، کابل دوم اتصال کایکو به کشتی مادر پاره شد و ارتباط این کشتی با کایکو قطع شد.